# Араухо, Сесар
Се́сар Науэ́ль Арау́хо Вильче́с (исп. César Nahuel Araujo Vilches; род. 2 апреля 2001, Монтевидео, Уругвай) — уругвайский футболист, полузащитник клуба «Орландо Сити» и сборной Уругвая.

## Биография
Араухо — воспитанник столичного клуба «Монтевидео Уондерерс». 2 августа 2019 года в поединке Южноамериканского кубок против бразильского «Коринтианса» Сесар дебютировал за основной состав. 9 августа 2020 года в матче против «Бостон Ривер» он дебютировал в уругвайской Примере.
7 января 2022 года Араухо перешёл в американский «Орландо Сити», подписав с клубом MLS трёхлетний контракт с опцией продления ещё на один год. По сведениям уругвайской прессы сумма трансфера составила 2 млн долларов. За «львов» он дебютировал 27 февраля в матче стартового тура сезона 2022 против «Клёб де Фут Монреаль». 27 июля в полуфинале Открытого кубка США 2022 против «Нью-Йорк Ред Буллз» он забил свои первые голы в профессиональной карьере, сделав дубль.

## Личные сведения
Старший брат Сесара — Максимилиано, также футболист.

## Достижения
Командные
 «Орландо Сити»
- Обладатель Открытого кубка США: 2022